# Вшивцева, Раиса Михайловна
Раи́са Миха́йловна Вши́вцева (5 августа 1928, Кушко-Билямор, Мари-Турекский район, Марийская автономная область, РСФСР, СССР — 4 марта 2014, Йошкар-Ола, Марий Эл, Россия) — марийский советский государственный деятель и педагог. Завуч Алексеевской 8-летней школы Мари-Турекского района Марийской АССР (1950—1957), учитель истории Сернурской средней школы Марийской АССР (1957—1983). Депутат Верховного Совета СССР 8-го созыва (1970—1974). Член КПСС с 1955 года.

## Биография
Родилась 5 августа 1928 года в деревне Кушко-Билямор ныне Мари-Турекского района Марий Эл в крестьянской семье.
В 1946 году окончила Мари-Биляморское педагогическое училище, в 1950 году — Марийский педагогический институт. 
С 1950 года — завуч Алексеевской 8-летней школы Мари-Турекского района, в 1957—1983 годах — учитель истории Сернурской средней школы Марийской АССР, руководитель районного методического объединения учителей истории. Характеризовалась как высококвалифицированный педагог, работала без оставшихся на второй год.  
В 1955 году принята в КПСС, активный пропагандист среди населения.
В 1970—1974 годах избиралась депутатом Верховного Совета СССР 8-го созыва. На этом посту в союзных министерствах продвигала вопросы строительства в п. Сернур новых корпусов больницы и средней школы № 1.
В 1969 году ей присвоено почётной звание «Заслуженный учитель школы Марийской АССР». Награждена медалями и почётными грамотами. 
Ушла из жизни 4 марта 2014 года в Йошкар-Оле, похоронена в п. Сернур Марий Эл. 

## Признание
- Юбилейная медаль «За доблестный труд. В ознаменование 100-летия со дня рождения Владимира Ильича Ленина» (1970)[2]
- Заслуженный учитель школы Марийской АССР (1969)[2][3]

## Память
Материалы, посвящённые заслуженному учителю школы Марийской АССР, депутату Верховного Совета СССР Р. М. Вшивцевой, хранятся в Сернурском музейно-выставочном комплексе имени А. Конакова и Сернурской центральной библиотеке имени Кима Васина.